# Аліса Вірменська
Аліса Вірменська (1182 — після 1234) — сеньйора Торона з 1229 року, претендентка на трон Кілікійського царства, як старша дочка Рубена III, принца Вірменії та його дружини Ізабели Торонської. Вона тричі одружувалась та мала трьох дітей.

## Раннє життя та перший шлюб
Аліса була старшою з двох дітей царя Кілікії Рубена III та його дружини Ізабелли, сеньйори Торону. У неї була молодша сестра Філіппа. У 1187 році, після зречення та смерті батька Аліса, якій було 4-5 років, мала стати царицею, але його брат Левон II відсторонив наслідну царицю від спадкування і сам зійшов на престол. Спочатку Левон був «регентом і наставником» своїх молодих племінниць, але він врешті-решт відмовився від цього.
Ізабелла померла між 1192 та 1229 роками, а після її смерті Аліса стала спадкоємицею Торона, який на той час був захоплений мусульманами. Близько 1189 року й Аліса, і Філіпа були заручені. Аліса була заручена з Хатумом, лордом Сасуна, а Філіпа — сином лорда Сасуна.
Обидві сестри одружилися приблизно в один і той же час в 1189 році. На початку лютого 1189 року Левон видав Алісу заміж за Хетума Сасунського (до 1165—1193), якому надав князівство Месіс. Цей шлюб не був консумовано через дитячий вік дружини і швидку смерть чоловіка. Хетума Сасунського, як і чоловіка її сестри Філіппи, 1193 року було вбито в Антіохії (куди прибув за дорученням Левона II на чолі озброєного загону) під час заворушень. Можливо, його вбивство було підлаштовано людьми Левона, у яких відносно Аліси були свої плани. Оскільки Алісі було лише одинадцять років, а Філіппі — десять, а також смерті їх чоловіків, шлюби, ймовірно, не було консумовано.

## Другий шлюб
Король Генріх II Шампанський організував її другий шлюб з графом Триполі Раймондом Антіохійським, сином князя Антіохії Боемунда III, який у той час перебував у полоні в Кілікії. Дядько Аліси цар Левон II звільнив його, і дві держави (Антіохія та Вірменія) примирилися. Вони потребували дозволу від Генріха II, графа Шампані, чоловіка Ізабелли I Єрусалимської на шлюб, який він дав їм після того, як дядько Аліси звільнив батька Реймонда Богемонда III, принца Антіохії. Весілля відбулося в 1194 або 1195 році. На той час Аліса була вагітна. За словами Семпада, було домовлено, що будь-який син, народжений від шлюбу, буде спадкоємцем свого дядька у Вірменії. Через кілька місяців після смерті Реймонда Аліса народила сина, Реймонда-Рупена.
Раймонд Антіохійський помер у травні або червні 1198 року, та їх спільний син народився вже після його смерті:
- Раймонд-Рубен Антіохійський (нар. наприкінці 1198 року, пом. у в'язниці в 1222) — князь Антіохії в 1216—1219 роках.

Після народження сина Аліса тестем була вигнана з Антіохії на її батьківщину Вірменію. Однак Боемунд погодився, що її син успадкує Антіохію після його смерті (сподіваючись при цьому, що він успадкує також Кілікію після смерті Левона II). Однак Боемунд III не дотримав слова, і призначив своїм наступником не онука, а сина — Боемунда IV, який і став у 1201 році князем Антіохії. У 1216 році Боемунд був скинутий за допомогою царя Кілікійської Вірменії Левона II, а Реймонд Рупен став князем Антіохії. Однак це тривало лише до 1219 року, коли Боемунд знову повернув собі Антіохію.

## Третій шлюб і подальше життя
2 травня 1219 року помер цар Кілікійської Вірменії Левон II, і Аліса від імені сина пред'явила свої права на царський престол. Однак трон успадкувала молодша донька покійного — Ізабелла Вірменська. Її регентом спочатку був Адам Баграський і після його вбивства Костянтин Баберонський. Кілька фракцій були проти правонаступництва, а інші кандидати висунули свої претензії. Сибіла Лузіньяна, мати Ізабелли, також висунула свою претензію на престол, але була заслана Костянтином. Старша дочка Левона Стефанія також висунула свою претензію разом із заявою про її маленького сина, але згодом вони померли.
Аліса в 1220 році одружилась з Варамом (убитий в 1222 році), сеньйора Корікоса, маршала Вірменії. Оскільки їй до того часу вже було 38 років, їх шлюб залишився бездітним.
У 1222 році за наказом регента Кілікії Костянтина (сеньйора Барбарона і Парцеперта, батька Хетума I), який хотів позбутися усіх можливих претендентів на трон, чоловік Аліси був убитий, син — відправлений до в'язниці, а сама вона, також була ув'язнена, а пізніше відправлена у вигнання.
Син Раймонд-Рубен залишив Алісу з онукою Марією Антіохійсько-Вірменською, яка отримала титул сеньйори Торона і безуспішно претендувала на Вірменію. Ізабела залишалась законною спадкоємницею престолу.
Після звільнення Аліса заявила про свої спадкові права на Палестину. Від своєї матері вона успадкувала права на Торон та Заіорданію та частки в Єрусалимському королівстві. У 1229 році згідно з договором імператора Фрідріха II з мусульманськими правителями Торон був повернутий хрестоносцям через два роки після смерті аль-Муазама 11 листопада 1227 року.
Оскільки Торон був проданий у 1220 році Тевтонським лицарям разом з територіями Сеньйорі де Жоскелін, це привело до суперечки між ними та Алісою. Вона успішно захищала свої права перед Високою Курією королівства і за рішенням Курії, Фрідріх II повернув їй Торон.
Аліса Вірменська померла не раніше 1234 року. Їй вдалося пережити всіх трьох своїх чоловіків, сестру, сина та дядька. Сеньйорію Торон успадкувала її внучка Марія Антіохійська.